# Sciades quadriplagiatus
Sciades quadriplagiatus är en skalbaggsart som först beskrevs av Stefan von Breuning 1964.  Sciades quadriplagiatus ingår i släktet Sciades och familjen långhorningar. Inga underarter finns listade i Catalogue of Life.